# Пуллет, Самуэль
Самуэль Пулетт (также Пулет, Пуллетт; 10 апреля 1770, Грамцов, Бранденбург, Королевство Пруссия — 22 сентября 1825, Грюнберг-ин-Шлезиен, Королевство Пруссия (совр. Зелёна-Гура в Польше)) — прусский военный инженер, генерал-майор, участник Наполеоновских войн, кавалер российского ордена Святого Георгия III степени .

## Биография
Происходил из гугенотской семьи, покинувшей Францию после Нантского эдикта. Во Франции фамилия его предков писалась, как Poulet. Его отец, которого также звали Самуэль Пулетт (1719—1798), и его мать, Изабелла Гай (1737—1779), происходили из гугенотской общины Штеттина. Его отец, овдовев, позднее женился второй раз на Марианне фон дер Лар, родственнице генерала Генриха фон дер Лара (нем.).
Самуэль Пулетт посещал гимназию в Штеттине, затем Потсдамскую инженерную академию.
В 1790 стал лейтенантом инженерных войск в крепости Грауденц, откуда в 1793 году был переведён в Данциг. Там он оставался в течение длительного времени, участвовал в обороне Данцига от войск наполеоновского маршала Лефевра в 1807 году, за что получил чин майора и был награждён прусским орденом Pour le Mérite, несмотря на то, что крепость Данциг была взята французами.
После заключения мира, по условиям которого Пруссия была вынуждена стать союзницей Франции, занимался демаркацией границы вокруг Данцига, который был объявлен вольным городом, и где был размещён французский гарнизон, ездил в оплачиваемую командировку в Бреслау, выполнил ряд других военно-инженерных поручений; а в 1811 году был назначен ответственным за ремонт крепости Шпандау. Жалование Пулетта в этот период составляло 1 000 талеров в год.
В 1813 году, после того, как Наполеон был разбит в России, Пруссия присоединилась к антифранцузской коалиции. Русские и прусские войска, составлявшие особый корпус под командованием русского генерал от кавалерии принца Александра Вюртембергского осадили Данциг, который по-прежнему был занят французами. Гарнизоном командовал известный своей храбростью генерал Жан Рапп, за укрепления и военных инженеров отвечал дивизионный генерал Кампредон. Поскольку Пулетт лучше других знал, как устроена оборона Данцига, он был направлен в осаждавший его корпус, участвовал в стычках с совершавшим вылазки неприятелем, многократно отличился во время осады. В результате осады Данциг капитулировал.
За заслуги в период осады Данцига Самуэль Пулетт в июле 1813 года был произведён в подполковники, в сентябре 1813 года — в полковники, кроме того, был награждён Железным крестом 2-го класса и русским орденом Святой Анны II степени.
29 августа 1814 года император Александр I, видимо, по представлению своего дяди, брата матери, принца Александра Вюртембергского, руководившего осадой и взятием Данцига, наградил полковника Пулетта орденом Святого Георгия III степени, высшей наградой за доблесть в Российской империи, орденом, первых трёх степеней которого крайне редко удостаивались люди в чине, ниже генеральского:

«В ознаменование отличной храбрости и подвигов, оказанных в минувшую кампанию против французов»— Список Судравского
После окончания войны остался служить в прусских инженерных войсках, был начальником военных инженеров V армейского корпуса прусской армии. Его жалование в этот период составляло уже 2 600 талеров в год. В 1816 году он был произведён в генерал-майоры, и получил под своё командование сперва 1-ю, а затем 2-ю инженерную бригаду. В январе 1825 года он был награждён орденом Красного орла 3-й степени, а летом 1825 года — крестом «За выслугу лет». Генерал-майор Самуэль Пулетт скончался вскоре после этого, 22 сентября 1825 года в Грюнберге в Силезии.

## Награды
Королевства Пруссия:
- Орден «Pour le Mérite» (9 мая 1807)[2]
- Железный крест 2-го класса (17 июня 1813)
- Орден Красного орла 3-го класса (25 января 1825)
- Крест за выслугу лет[нем.] (16 июля 1825)

Российской империи:
- Орден Святого Георгия 4-го класса (18 января 1809)
- Орден Святого Георгия 3-го класса (29 августа 1814)
- Орден Святого Владимира 3-й степени
- Орден Святой Анны 2-й степени

## Семья
Самуэль Пулетт женился 4 апреля 1796 года в Данциге на Каролине Луизе Кольшорн (1771—1851), в первом браке Циммерман, дочери лейтенанта артиллерии Августа Готлиба Кольшорна. У пары было несколько детей, из которых Карл Вильгельм Генрих (1798—1824) стал гусарским офицером, а Фридрих Адольф (1804—1882) подполковником.